# Zwieselit
Zwieselit (IMA-Symbol Zwi) ist ein selten vorkommendes Mineral aus der Mineralklasse der „Phosphate, Arsenate und Vanadate“ mit der idealisierten chemischen Zusammensetzung Fe2+2(PO4)F und damit chemisch gesehen ein Eisenphosphat mit zusätzlichen Fluorionen.
Zwieselit kristallisiert im monoklinen Kristallsystem und entwickelt durchscheinende bis undurchsichtige Kristalle von gelblichbrauner, dunkel- bis nelkenbrauner oder bräunlichschwarzer bis schwarzer Farbe mit einem harz- bis glasähnlichen Glanz auf den Oberflächen.
Zwieselit bildet eine Mischkristallreihe mit Triplit (Mn2+2(PO4)F), daher ist bei natürlichen Zwieseliten meist ein Teil des Eisens durch Mangan ersetzt. Die Mischformel wird entsprechend in verschiedenen Quellen mit (Fe,Mn)2[F|PO4] (Kristallchemische Strukturformel) oder (Fe2+,Mn2+)2(PO4)F angegeben. 

## Etymologie und Geschichte
Entdeckt wurde Zwieselit erstmals bei Zwiesel im niederbayerischen Landkreis Regen. Die Analyse und Erstbeschreibung erfolgte 1841 durch August Breithaupt, der das Mineral nach dessen Typlokalität benannte, allerdings in der Schreibweise Zwiselit. Zudem gab Breithaupt die Namen Phyletites ferrosus und Eisenapatit (nach Johann Nepomuk von Fuchs) als alternative Bezeichnungen an. Als genaue Typlokalität gelten mittlerweile die ehemaligen Gruben Birkhöhe mit Pegmatit-Gängen in Granat-Cordierit-Sillimanit-Gneisen in Zwiesel sowie Rabenstein im gleichnamigen Ortsteil von Zwiesel.
Ein Aufbewahrungsort für das Typmaterial des Minerals ist nicht dokumentiert.
Zwieselit war bereits lange vor der Gründung der International Mineralogical Association (IMA) bekannt und als eigenständige Mineralart anerkannt. Damit hätte Zwieselit theoretisch den Status eines grandfathered Mineral. 2003 wurde allerdings die chemische Zusammensetzung von Zwieselit neu definiert und dies zusammen der ebenfalls neu definierten Zusammensetzung von Triplit als anderes Endglied der Mischreihe Triplit–Zwieselit 2019 noch einmal bestätigt. Seitdem wird es in der „Liste der Minerale und Mineralnamen“ der IMA unter der Summenanerkennung „2003 s.p.“ (special procedure) geführt.

## Klassifikation
Bereits in der zuletzt 1977 überarbeiteten 8. Auflage der Mineralsystematik nach Strunz gehörte der Zwieselit zur Mineralklasse der „Phosphate, Arsenate und Vanadate“ und dort zur Abteilung „Wasserfreie Phosphate, Arsenate und Vanadate mit fremden Anionen“, wo er zusammen mit Triplit und Wagnerit die „Triplit-Reihe“ mit der Systemnummer VII/B.03a innerhalb der „Triplit-Triploidit-Gruppe“ (VII/B.03) bildete.
In der zuletzt 2018 überarbeiteten Lapis-Systematik nach Stefan Weiß, die formal auf der alten Systematik von Karl Hugo Strunz in der 8. Auflage basiert, erhielt das Mineral die System- und Mineralnummer VII/B.03-030. Dies entspricht ebenfalls der Abteilung „Wasserfreie Phosphate, mit fremden Anionen F,Cl,O,OH“, wo Zwieselit zusammen mit Hydroxylwagnerit, Joosteit, Sarkinit, Staněkit, Triplit, Triploidit, Wagnerit und Wolfeit eine unbenannte Gruppe mit der Systemnummer VII/B.03 bildet.
Auch die von der International Mineralogical Association (IMA) zuletzt 2009 aktualisierte 9. Auflage der Strunz’schen Mineralsystematik ordnet den Zwieselit in die Abteilung der „Phosphate usw. mit zusätzlichen Anionen; ohne H2O“ ein. Diese ist weiter unterteilt nach der relativen Größe der beteiligten Kationen und dem Stoffmengenverhältnis der zusätzlichen Anionen zum Phosphat-, Arsenat- beziehungsweise Vanadatkomplex, so dass das Mineral entsprechend seiner Zusammensetzung in der Unterabteilung „Mit ausschließlich mittelgroßen Kationen; (OH usw.) : RO4 ≤ 1 : 1“ zu finden ist, wo es zusammen mit Hydroxylwagnerit und Triplit die „Triplitgruppe“ mit der Systemnummer 8.BB.10 bildet.
In der vorwiegend im englischen Sprachraum gebräuchlichen Systematik der Minerale nach Dana hat Zwieselit die System- und Mineralnummer 41.06.01.01. Dies entspricht ebenfalls der Klasse der „Phosphate, Arsenate und Vanadate“ und dort der Abteilung „Wasserfreie Phosphate etc., mit Hydroxyl oder Halogen“, wo das Mineral als Namensgeber die „Zwieselitgruppe“ mit der Systemnummer 41.06.01 und den weiteren Mitgliedern Triplit und Magniotriplit innerhalb der Unterabteilung „Wasserfreie Phosphate etc., mit Hydroxyl oder Halogen mit (A)2(XO4)Zq“ zu finden ist.

## Kristallstruktur
Zwieselit kristallisiert in der monoklinen Raumgruppe I2/a (Raumgruppen-Nr. 15, Stellung 7) mit den Gitterparametern a = 11,999 Å; b = 9,890 Å; c = 6,489 Å und β = 107,72° sowie 8 Formeleinheiten pro Elementarzelle.

## Bildung und Fundorte
Zwieselit bildet sich als primäres Phosphat in komplex zonierten Granit-Pegmatiten. Als Begleitminerale können unter anderem Triphylin, Hureaulith und Rockbridgeit auftreten.
Als seltene Mineralbildung konnte Zwieselit nur an wenigen Orten nachgewiesen werden, wobei weltweit bisher rund 50 Vorkommen dokumentiert sind (Stand 2024). Außer an seiner Typlokalität Birkhöhe und Rabenstein bei Zwiesel trat das Mineral in Niederbayern noch in den Steinbrüchen Steinerleinbach bei Röhrnbach und Berghaus bei Böbrach sowie in den Gruben Blötz oder auch Plötz und Kreuzseign bei Bodenmais und Frath bei Drachselsried auf. Weitere in Bayern bekannte Vorkommen finden sich in der Oberpfalz, genauer in den Gemeinden Lohberghütte und Althütte, bei Pleystein, Hagendorf (Waidhaus), Bärnau und Plößberg. Ansonsten fand sich Zwieselit in Deutschland nur noch in Sachsen, genauer in der Grube Sauberg bei Ehrenfriedersdorf, im Franzschacht (auch Franz-Schacht) bei Geyer, im Schacht 235 (Weißer Hirsch) bei Antonsthal und in der Kupfergrube Sadisdorf (auch Kupfergrübner Stolln).
Weitere Fundorte liegen unter anderem in Argentinien, Australien, Finnland, Frankreich, Italien, Kanada, Namibia, Portugal, Schweden, der Slowakei, in Spanien, Tschechien, im Vereinigten Königreich (England) und den Vereinigten Staaten (Colorado, Maine).